# Saint-Félix-de-Foncaude
Saint-Félix-de-Foncaude (Sent Feliç de Font Cauda en gascon) est une commune du Sud-Ouest de la France, située dans le département de la Gironde, en région Nouvelle-Aquitaine.

## Géographie

### Localisation
La commune se trouve en Guyenne, dans l'Entre-deux-Mers, à 51 km au sud-est de Bordeaux, chef-lieu du département, à 17 km au nord-est de Langon, chef-lieu d'arrondissement et à 5,5 km au sud de Sauveterre-de-Guyenne, chef-lieu de canton.

### Communes limitrophes
Les communes limitrophes en sont Saint-Hilaire-du-Bois au nord-est, Camiran au sud-est, Saint-Exupéry au sud, Saint-Laurent-du-Bois au sud-ouest, Castelviel à l'ouest et Saint-Sulpice-de-Pommiers au nord.
|                       | Saint-Sulpice-de-Pommiers | Saint-Hilaire-du-Bois |
| Castelviel            | Saint-Félix-de-Foncaude   |                       |
| Saint-Laurent-du-Bois | Saint-Exupéry             | Camiran               |

### Climat
Pour des articles plus généraux, voir Climat de la Nouvelle-Aquitaine et Climat de la Gironde.
Historiquement, la commune est exposée à un climat océanique aquitain.  
En 2020, Météo-France publie une typologie des climats de la France métropolitaine dans laquelle la commune est exposée à un climat océanique et est dans la région climatique  Aquitaine, Gascogne, caractérisée par une pluviométrie abondante au printemps, modérée en automne, un faible ensoleillement au printemps, un été chaud (19,5 °C), des vents faibles, des brouillards fréquents en automne et en hiver et des orages fréquents en été (15 à 20 jours).
Pour la période 1971-2000, la température annuelle moyenne est de 12,7 °C, avec une amplitude thermique annuelle de 15 °C. Le cumul annuel moyen de précipitations est de 845 mm, avec 11,5 jours de précipitations en janvier et 6,7 jours en juillet. Pour la période 1991-2020, la température moyenne annuelle observée sur la station météorologique la plus proche, située sur la commune de Saint-Sulpice-de-Pommiers à 3 km à vol d'oiseau, est de 13,8 °C et le cumul annuel moyen de précipitations est de 764,8 mm,. Pour l'avenir, les paramètres climatiques de la commune estimés pour 2050 selon différents scénarios d’émission de gaz à effet de serre sont consultables sur un site dédié publié par Météo-France en novembre 2022.

## Urbanisme

### Typologie
Au 1er janvier 2024, Saint-Félix-de-Foncaude est catégorisée commune rurale à habitat très dispersé, selon la nouvelle grille communale de densité à sept niveaux définie par l'Insee en 2022.
Elle est située hors unité urbaine et hors attraction des villes,.

### Occupation des sols

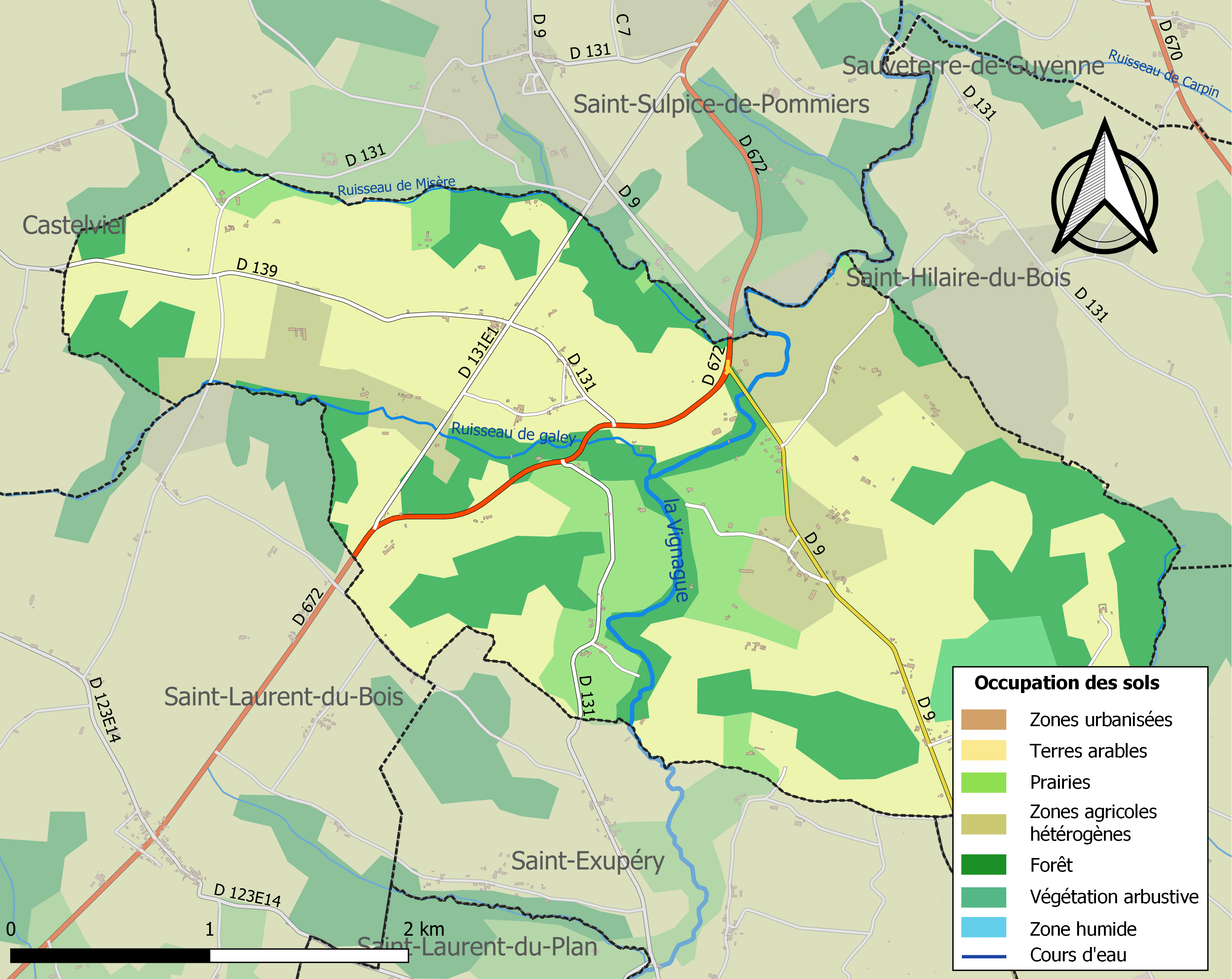
Carte des infrastructures et de l'occupation des sols de la commune en 2018 (CLC).

L'occupation des sols de la commune, telle qu'elle ressort de la base de données européenne d’occupation biophysique des sols Corine Land Cover (CLC), est marquée par l'importance des territoires agricoles (73,3 % en 2018), une proportion sensiblement équivalente à celle de 1990 (73,4 %). La répartition détaillée en 2018 est la suivante : 
cultures permanentes (48,6 %), forêts (24,3 %), zones agricoles hétérogènes (12,9 %), prairies (10,2 %), milieux à végétation arbustive et/ou herbacée (2,5 %), terres arables (1,5 %). L'évolution de l’occupation des sols de la commune et de ses infrastructures peut être observée sur les différentes représentations cartographiques du territoire : la carte de Cassini (XVIIIe siècle), la carte d'état-major (1820-1866) et les cartes ou photos aériennes de l'IGN pour la période actuelle (1950 à aujourd'hui).

### Voies de communication et transports
La commune est principalement traversée par la route départementale D672 qui mène vers le nord-est à Sauveterre-de-Guyenne et vers le sud-ouest à Saint-Laurent-du-Bois et à Saint-Macaire.

L'accès le plus proche à l'autoroute A62 (Bordeaux-Toulouse) est le no 3, dit de Langon, distant de 18 km par la route vers le sud-ouest.

L'accès no 1, dit de Bazas, à l'autoroute A65 (Langon-Pau) se situe à 31 km vers le sud-sud-ouest.

L'accès le plus proche à l'autoroute A89 (Bordeaux-Lyon) est celui de l'échangeur autoroutier avec la route nationale 89 qui se situe à 36 km vers le nord-nord-ouest.
La gare SNCF la plus proche est celle, distante de 9,5 km par la route vers le sud-sud-est, de Caudrot sur la ligne Bordeaux-Sète du TER Nouvelle-Aquitaine. Sur la même ligne mais offrant plus d'opportunités de liaisons, la gare de La Réole se situe à 12 km par la route vers le sud-est.

### Risques majeurs
Le territoire de la commune de Saint-Félix-de-Foncaude est vulnérable à différents aléas naturels : météorologiques (tempête, orage, neige, grand froid, canicule ou sécheresse) et séisme (sismicité très faible). Un site publié par le BRGM permet d'évaluer simplement et rapidement les risques d'un bien localisé soit par son adresse soit par le numéro de sa parcelle.

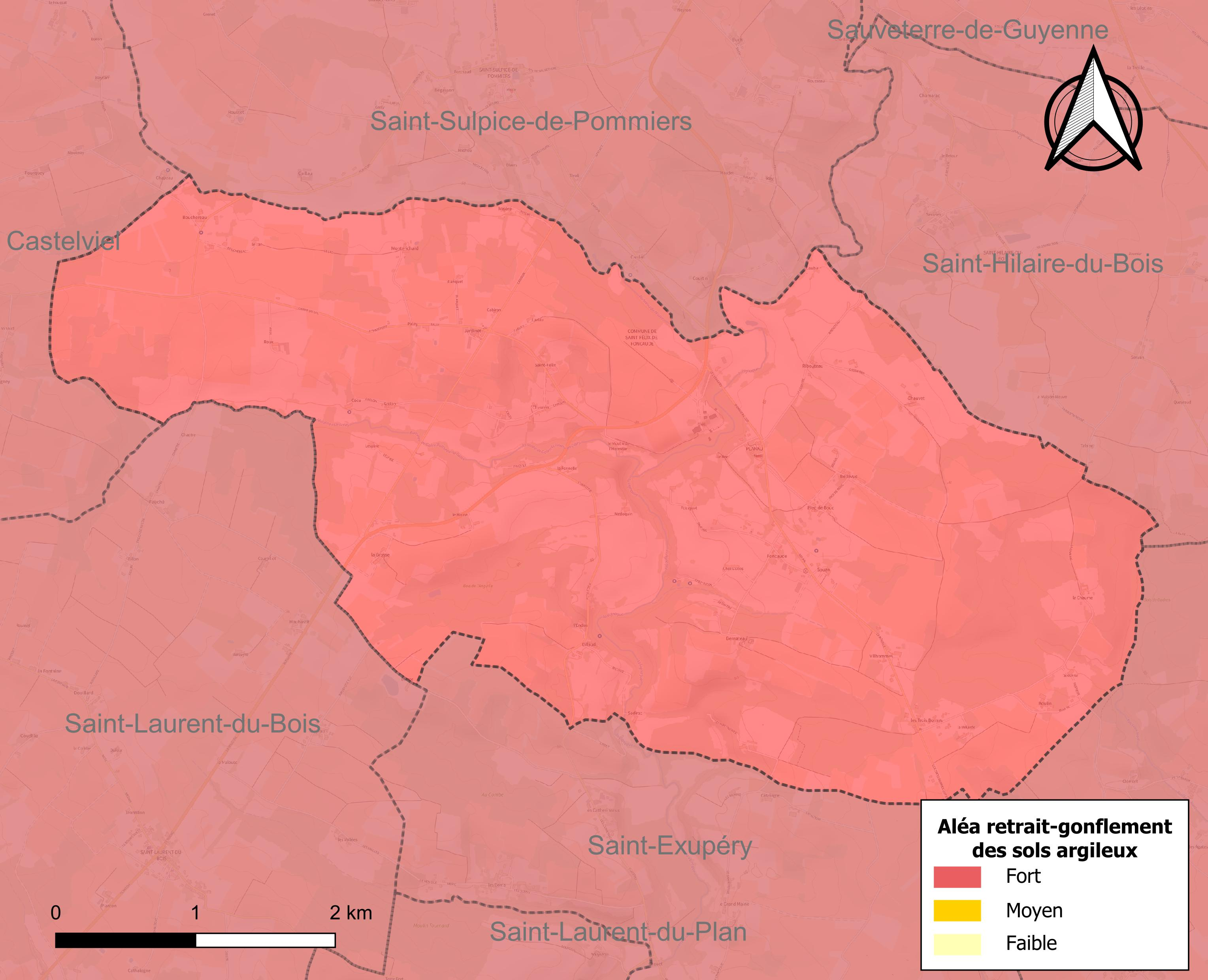
Carte des zones d'aléa retrait-gonflement des sols argileux de Saint-Félix-de-Foncaude.

Le retrait-gonflement des sols argileux est susceptible d'engendrer des dommages importants aux bâtiments en cas d’alternance de périodes de sécheresse et de pluie. La totalité de la commune est en aléa moyen ou fort (67,4 % au niveau départemental et 48,5 % au niveau national). Sur les 135 bâtiments dénombrés sur la commune en 2019, 135 sont en aléa moyen ou fort, soit 100 %, à comparer aux 84 % au niveau départemental et 54 % au niveau national. Une cartographie de l'exposition du territoire national au retrait gonflement des sols argileux est disponible sur le site du BRGM,.
La commune a été reconnue en état de catastrophe naturelle au titre des dommages causés par les inondations et coulées de boue survenues en 1982, 1999 et 2009, par la sécheresse en 2003, 2005 et 2011 et par des mouvements de terrain en 1999.

## Histoire
Jusqu'au XIXe siècle, l'histoire de Saint-Félix-de-Foncaude est surtout liée à celle du château de Pommiers, forteresse bâtie par la famille éponyme sur un massif calcaire dominant la Vignague. Cette commune, à vocation agricole, a été formée des anciennes paroisses de Saint-Félix-de-Pommiers et de Foncaude réunies en décembre 1848. On y note aussi la présence de deux nappes phréatiques et de cinq sources de surface dont une d'eau chaude qui a donné le nom du village « Foncaude », qui alimentent 20 communes.
- Le castrum de Pommiers

Le castrum de Pommiers, qualifié de « ville » en 1496, est encore représenté comme un bourg fortifié à la fin du XVIIIe siècle sur la carte de Belleyme. Au nord et au sud, il est ouvert sur deux portes autrefois traversées par la route de Sauveterre à la Réole. La porte sud dite porte de la Réole est surmontée d'une tour de deux niveaux à l'intérieur de l'enceinte, et surplombant d'une vingtaine de mètres la vallée de la Vignague. Portes fortifiées, remparts, courtines, moulin, pont, chapelle, tels sont les principaux éléments encore visibles aujourd'hui de ce superbe ensemble médiéval. À la fin du XVIIIe siècle, le domaine de Pommiers devient viticole.
À la Révolution, la paroisse Notre-Dame de Foncaude forme la commune de Foncaude et la paroisse Saint-Félix-de-Pommiers forme la commune de Saint-Félix-de-Pommiers. Le 21 juillet 1848, la commune de Saint-Félix-de-Pommiers (216 habitants au recensement de 1846) est réunie à celle de Foncaude (234 habitants au recensement de 1846) pour créer Saint-Félix-de-Foncaude.

## Politique et administration
| Période                                  | Période  | Identité         | Étiquette | Qualité     |
| ---------------------------------------- | -------- | ---------------- | --------- | ----------- |
| mars 2001                                | En cours | Bernard Rebillou |           | Agriculteur |
| Les données manquantes sont à compléter. |          |                  |           |             |

## Démographie
L'évolution du nombre d'habitants est connue à travers les recensements de la population effectués dans la commune depuis 1793. Pour les communes de moins de 10 000 habitants, une enquête de recensement portant sur toute la population est réalisée tous les cinq ans, les populations de référence des années intermédiaires étant quant à elles estimées par interpolation ou extrapolation. Pour la commune, le premier recensement exhaustif entrant dans le cadre du nouveau dispositif a été réalisé en 2005.

En 2022, la commune comptait 291 habitants, en évolution de −0,34 % par rapport à 2016 (Gironde : +6,91 %, France hors Mayotte : +2,11 %).
| 1793 | 1800 | 1806 | 1821 | 1831 | 1836 | 1841 | 1846 | 1851 |
| ---- | ---- | ---- | ---- | ---- | ---- | ---- | ---- | ---- |
| 248  | 206  | 229  | 235  | 253  | 262  | 260  | 234  | 444  |

| 1856 | 1861 | 1866 | 1872 | 1876 | 1881 | 1886 | 1891 | 1896 |
| ---- | ---- | ---- | ---- | ---- | ---- | ---- | ---- | ---- |
| 444  | 423  | 422  | 376  | 417  | 435  | 388  | 354  | 351  |

| 1901 | 1906 | 1911 | 1921 | 1926 | 1931 | 1936 | 1946 | 1954 |
| ---- | ---- | ---- | ---- | ---- | ---- | ---- | ---- | ---- |
| 365  | 413  | 380  | 320  | 347  | 310  | 301  | 334  | 296  |

| 1962 | 1968 | 1975 | 1982 | 1990 | 1999 | 2005 | 2006 | 2010 |
| ---- | ---- | ---- | ---- | ---- | ---- | ---- | ---- | ---- |
| 257  | 258  | 221  | 206  | 244  | 256  | 277  | 280  | 293  |

| 2015 | 2020 | 2022 | - | - | - | - | - | - |
| ---- | ---- | ---- | - | - | - | - | - | - |
| 297  | 290  | 291  | - | - | - | - | - | - |

Les chiffres de 1793 à 1846 sont ceux de la seule commune de Foncaude avant la fusion avec celle voisine de Saint-Félix-de-Pommiers qui comptait 216 habitants au recensement de 1846.

## Lieux et monuments
- Château de Pommiers château du XIIIe siècle, inscrit monument historique en 2007[24].
De l'ancien castrum, subsistent Les vestiges datés du XIVe siècle d'une enceinte triangulaire avec une porte d'entrée à la pointe nord, une imposante tour castrale comportant une porte identique, à l'angle sud-ouest et une courtine en façade sud surplombant le cours de la Vignagne ; le logis seigneurial et une chapelle sont postérieurs à cette époque de même qu'un colombier construit au milieu des champs et du XVIIe siècle.
- Église Notre-Dame du XIIe siècle dans le bourg de Foncaude.
- Église Saint-Félix du XIIe siècle et ancien moulin dans le bourg de Saint-Félix-de-Pommiers.
- Moulin à eau de Pinquet. Il est situé sur le ruisseau du Galley. Il est connu des textes dès 1642. Entièrement rénové, il est aujourd'hui équipé d'une paire de meules, actionnées par une roue à augets. Acheté par la commune en 2003 à l'état de ruine, il a été nettoyé puis restauré. En 2012, le mécanisme a été réinstallé, afin de permettre son inauguration en 2013[25].

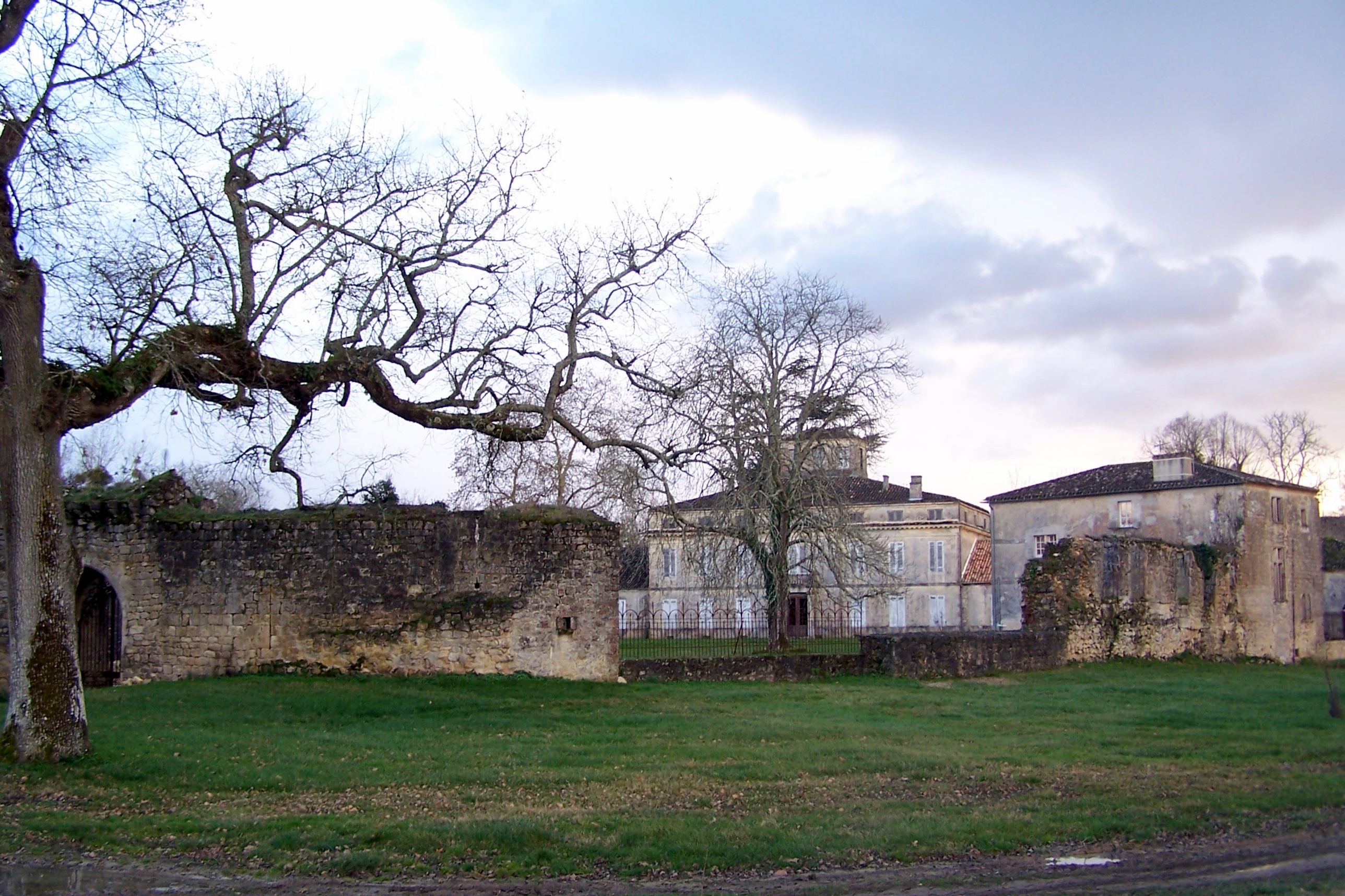
Vue générale au nord du château (janv. 2012).
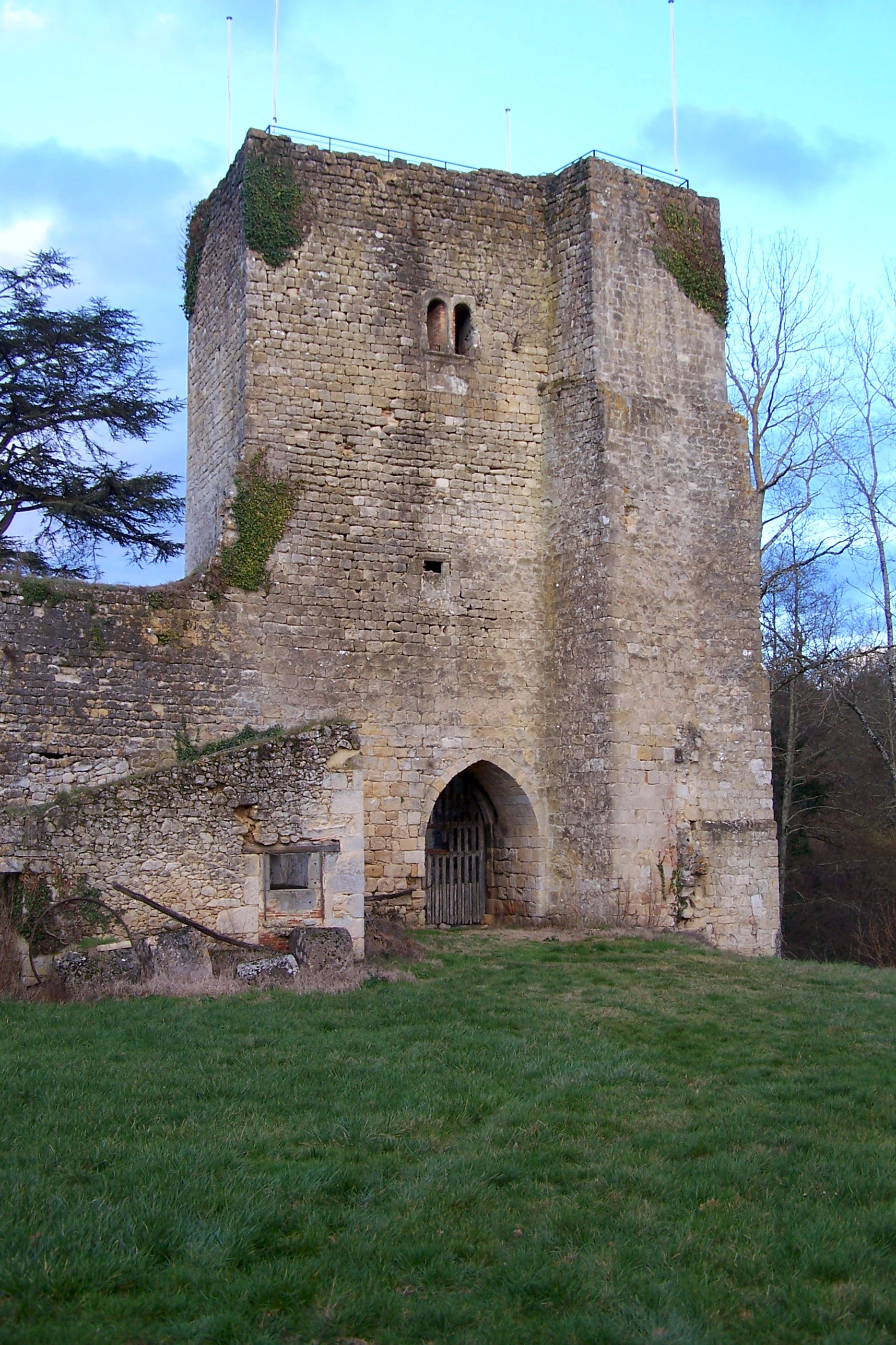
Tour castrale du château (janv. 2012).
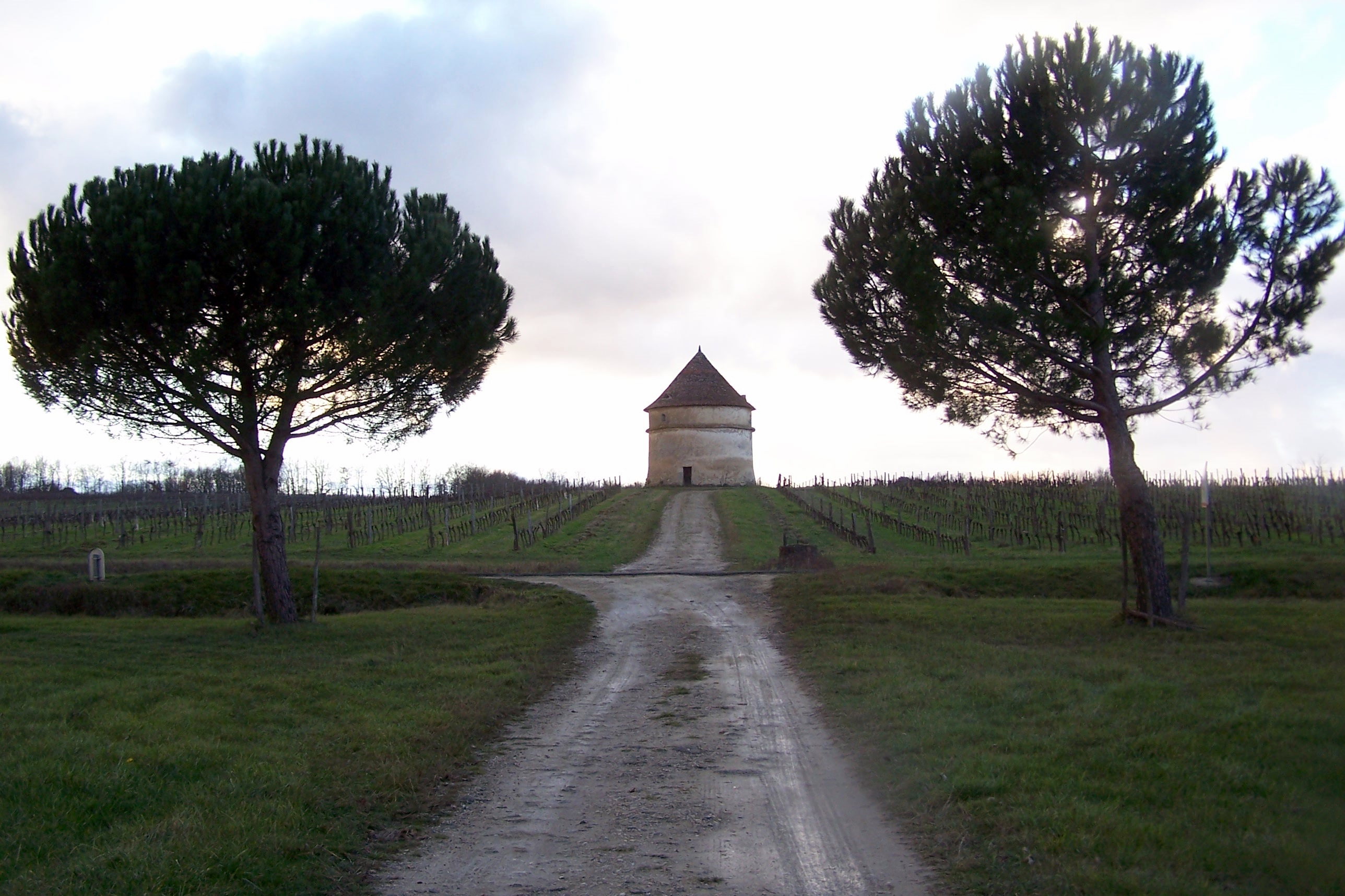
Le remarquable colombier du château (janv. 2012).
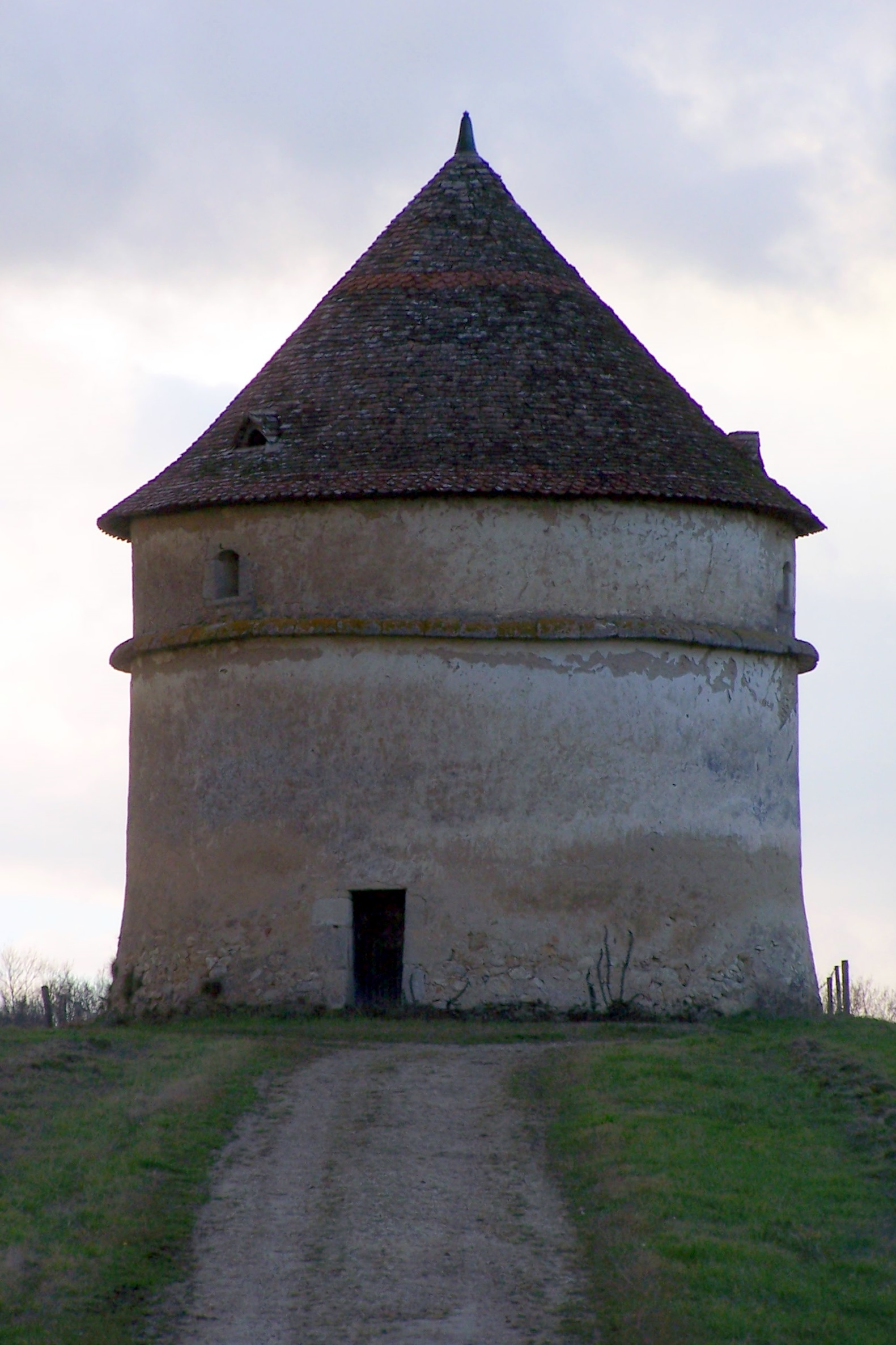
Le colombier (janv. 2012).
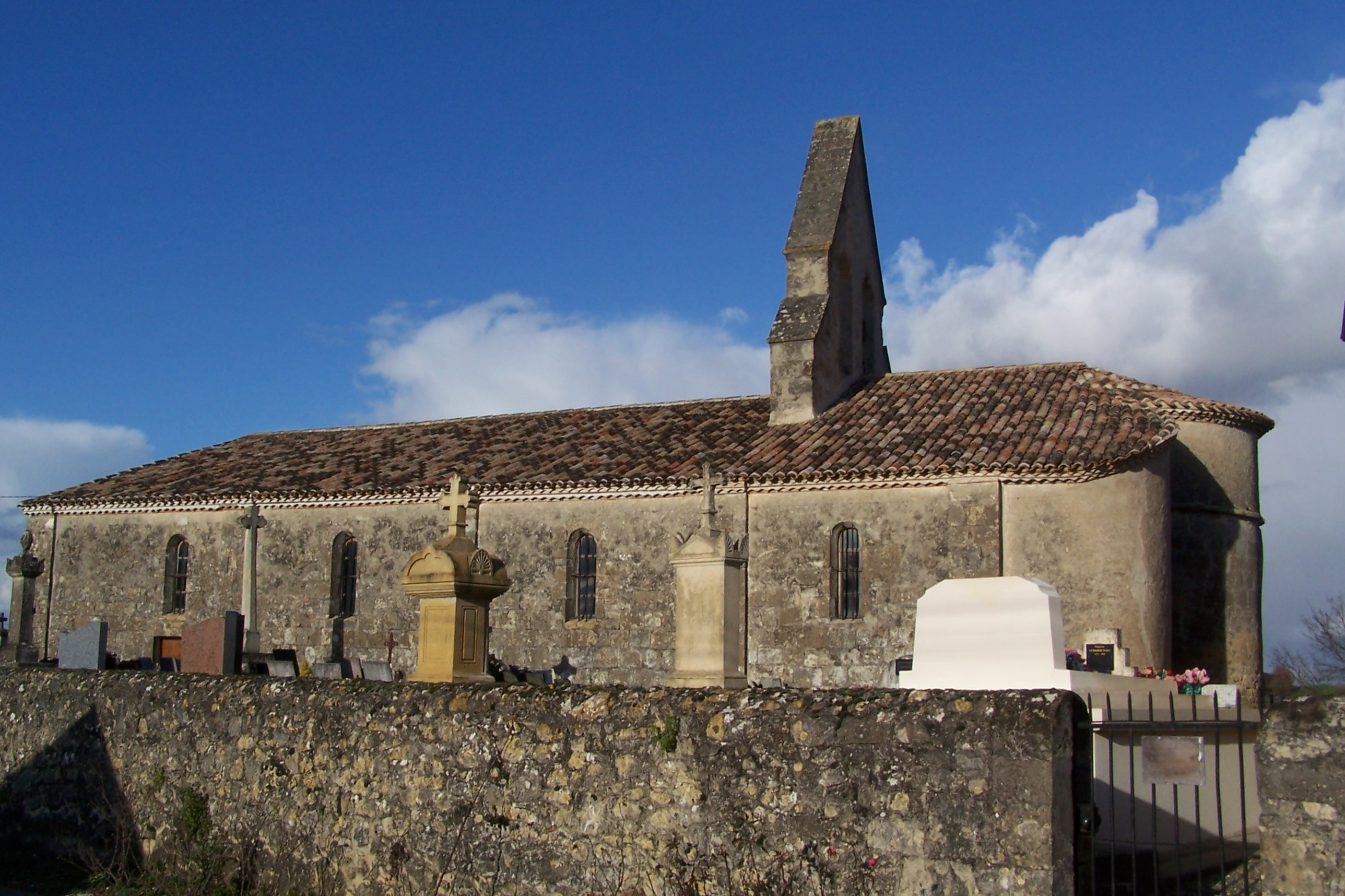
L'église Notre-Dame de Foncaude (janv. 2012).
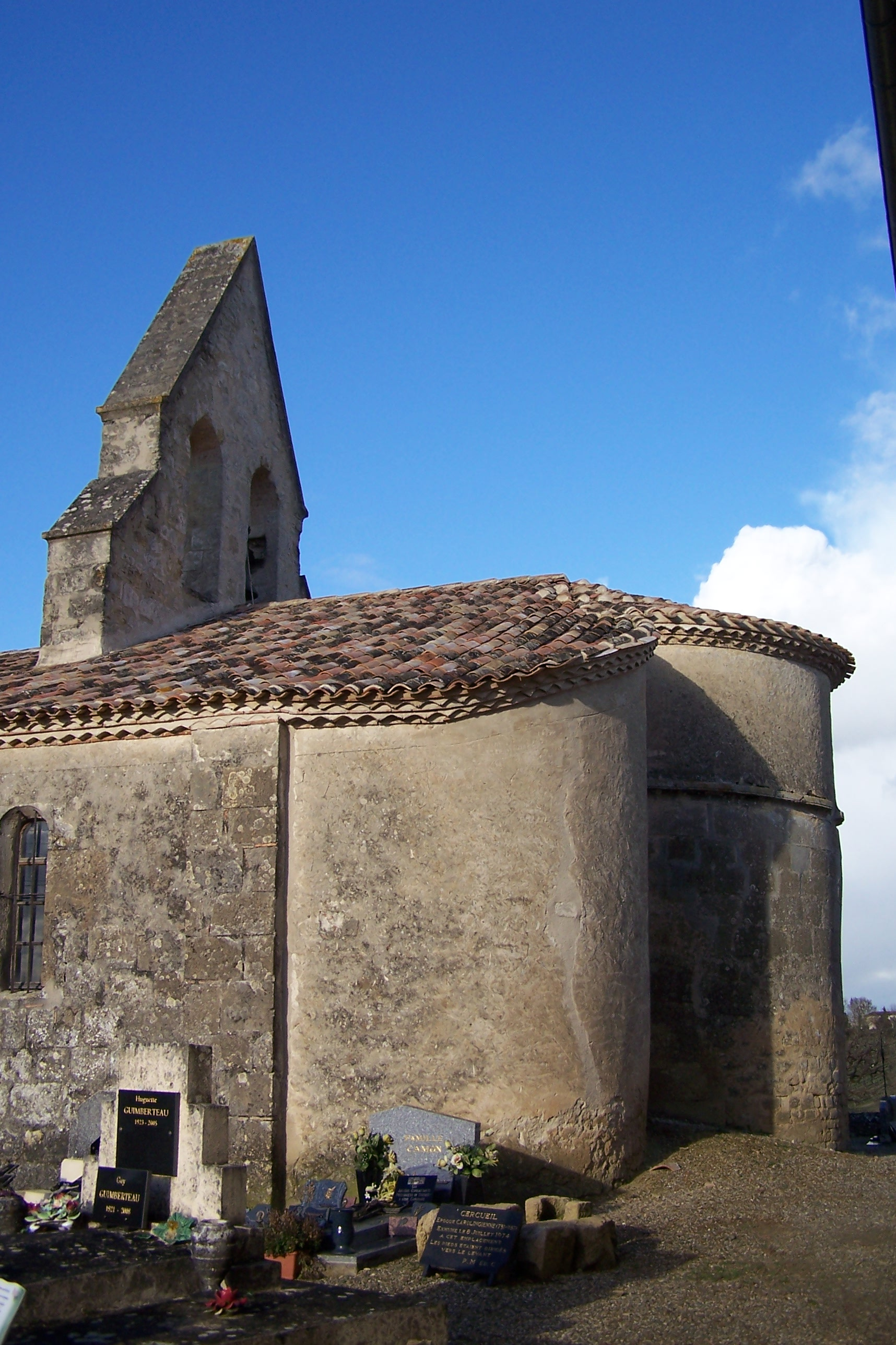
Le chevet de l'église Notre-Dame (janv. 2012).
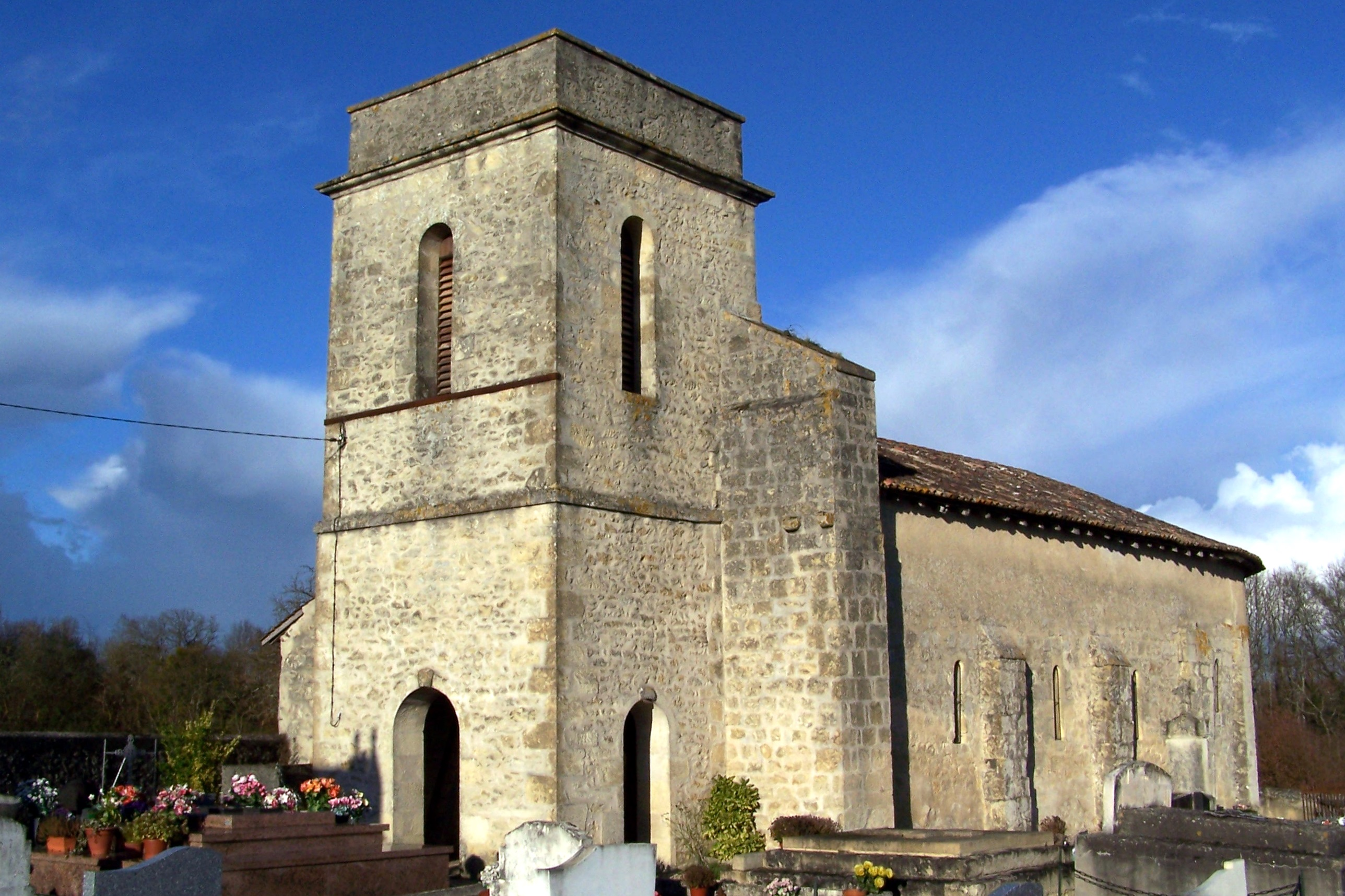
L'église Saint-Félix (janv. 2012).
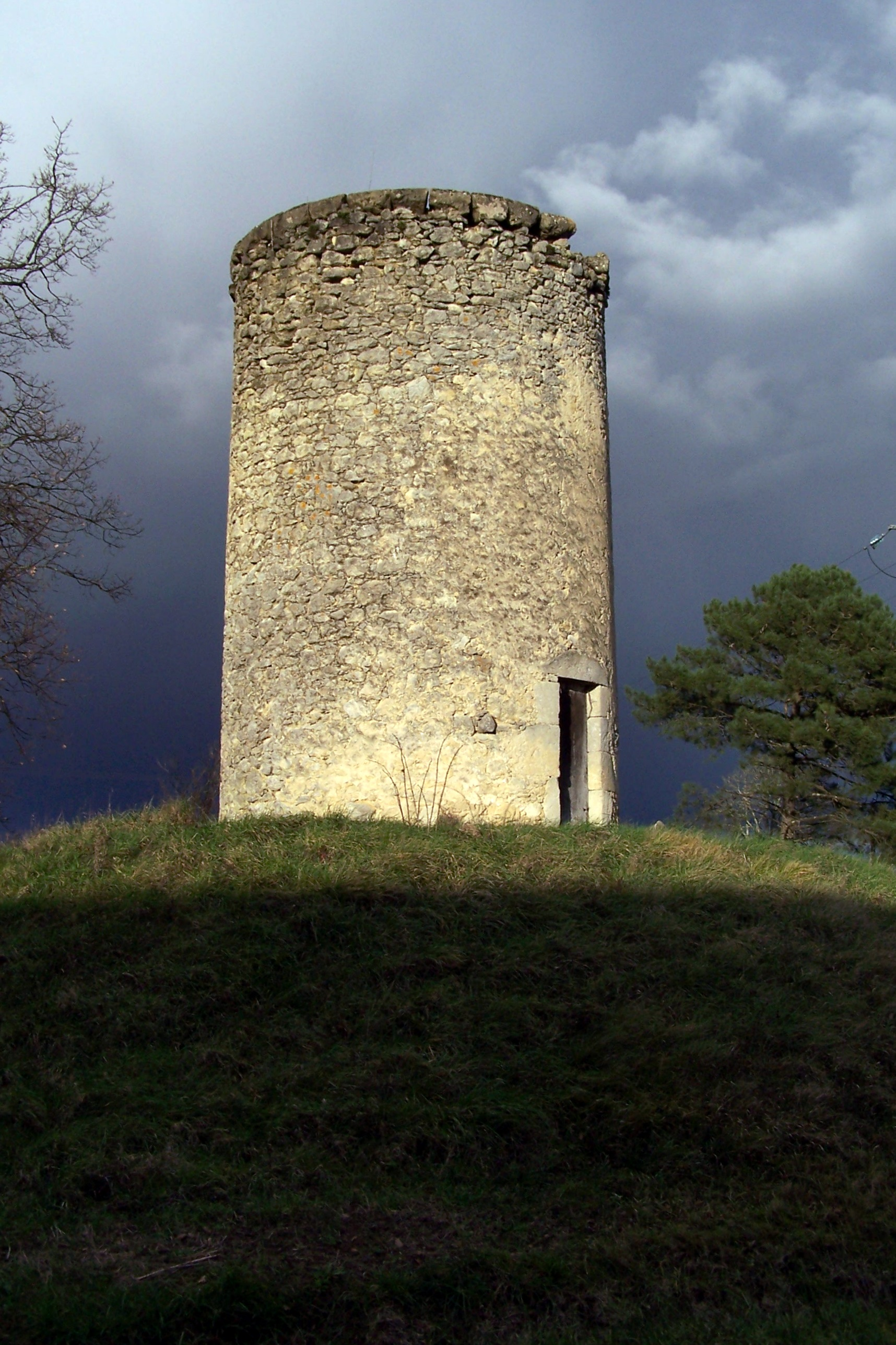
Le moulin de Saint-Félix (janv. 2012).
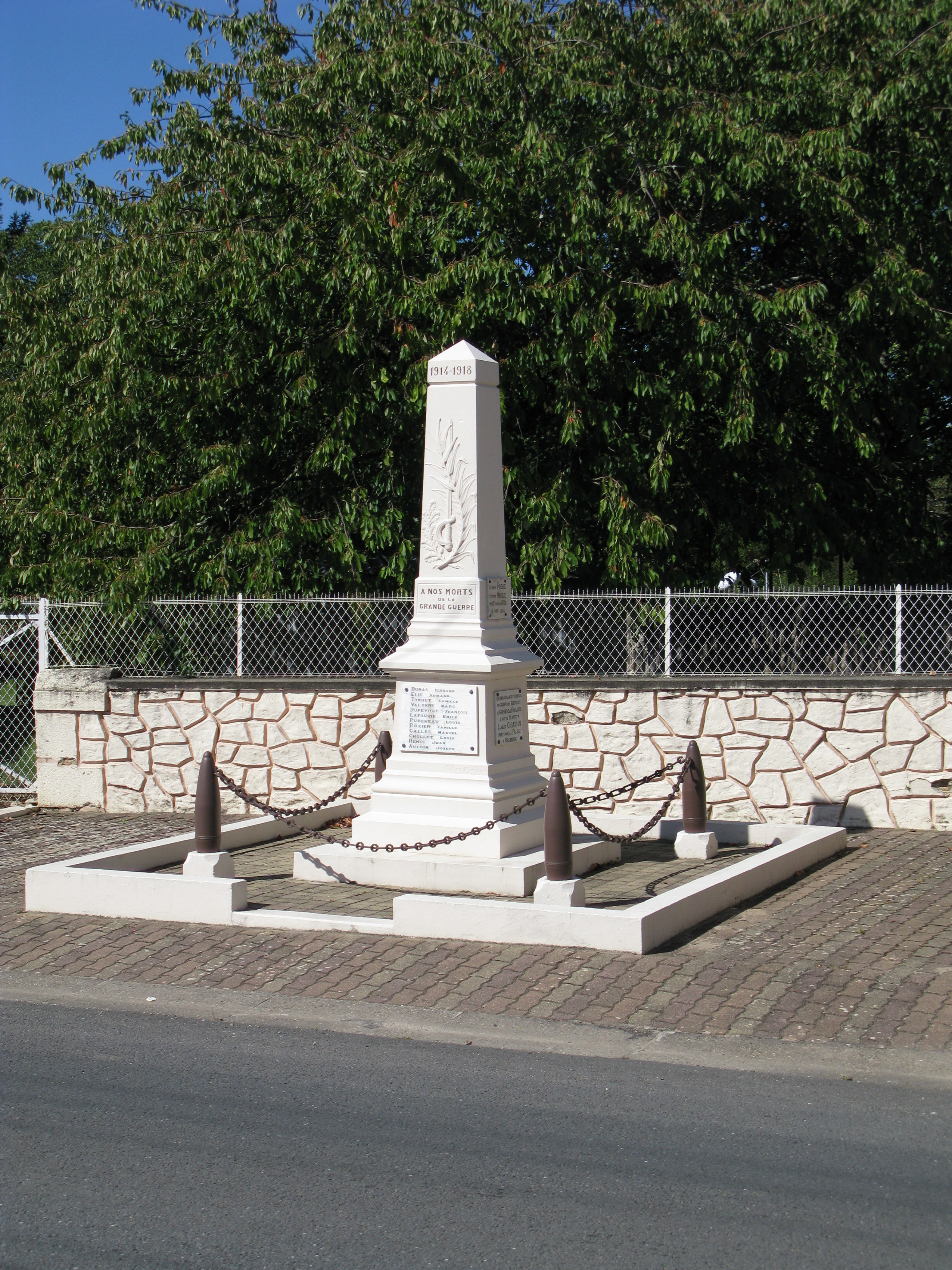
Le monument aux morts de Foncaude (août 2011).